# Danielle Rowe

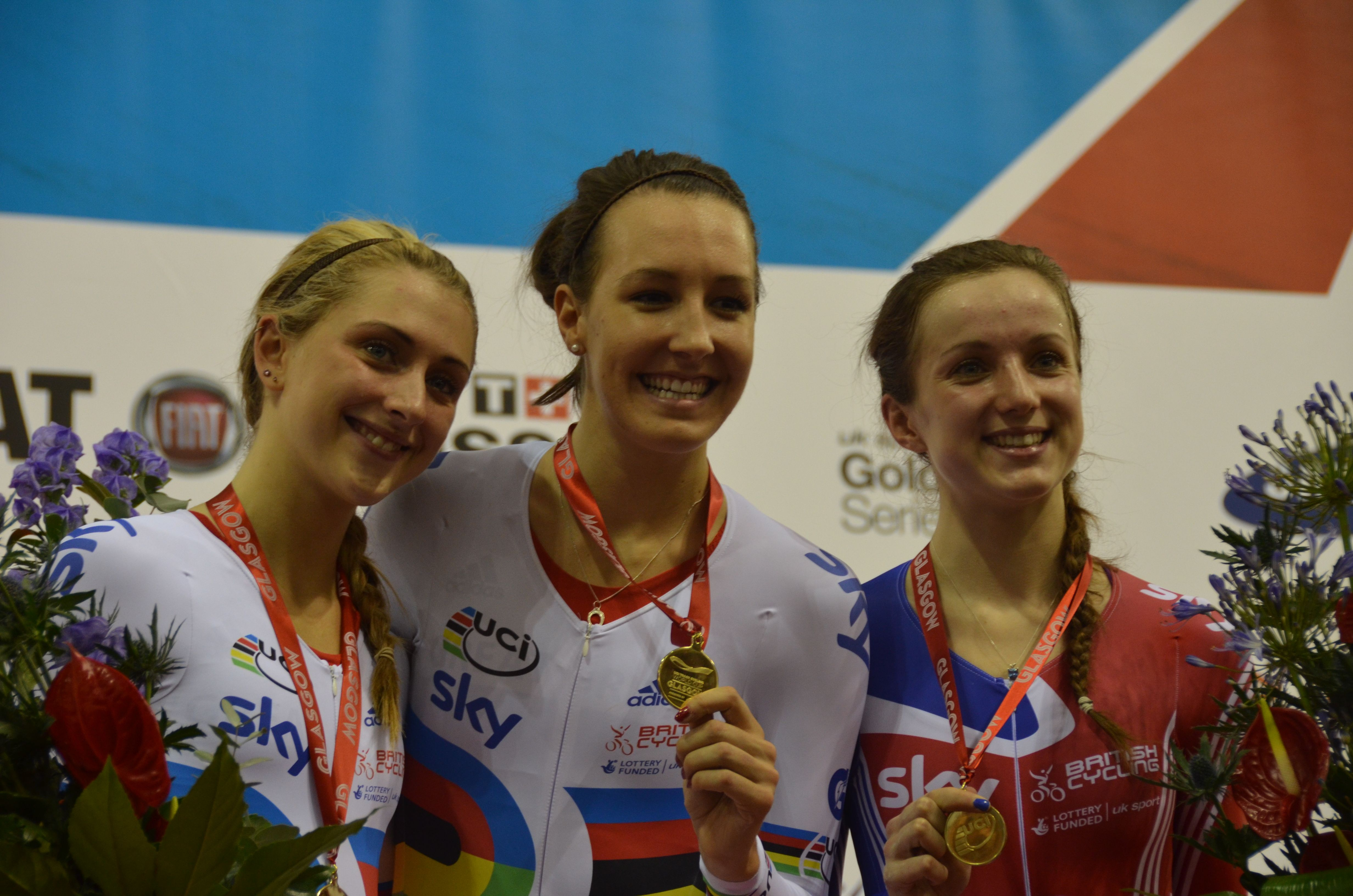
King (M.) mit ihren Teamkolleginnen Elinor Barker (r.) und Laura Trott (2012)

Danielle „Dani“ Rowe, geborene King, MBE (* 21. November 1990 in Southampton) ist eine ehemalige britische Radrennfahrerin und Olympiasiegerin.

## Sportliche Laufbahn
2009 und 2010 errang Dani King insgesamt vier nationale Titel in verschiedenen Disziplinen, im Zweier-Mannschaftsfahren, im Dernyrennen, in der Mannschaftsverfolgung sowie im Kriterium. Daneben erreichte die damals in Belgien lebende Sportlerin auch kleinere Erfolge bei Straßenrennen.
Bei den UCI-Bahn-Weltmeisterschaften 2011 in Apeldoorn errang King zwei Medaillen: Gold in der Mannschaftsverfolgung, gemeinsam mit Wendy Houvenaghel und Laura Trott, sowie Bronze im Scratch; im Jahr darauf wurde sie in dieser Disziplin ein zweites Mal Weltmeisterin in dieser Disziplin, gemeinsam mit Trott und Joanna Rowsell. In derselben Besetzung errangen die drei britischen Fahrerinnen bei den Olympischen Spielen 2012 in London die Goldmedaille in der Mannschaftsverfolgung, wobei sie an einem Tag zweimal ihren eigenen Weltrekord verbesserten, den sie im April 2012 bei der Bahn-WM in Melbourne aufgestellt hatten.
Bei den UCI-Bahn-Weltmeisterschaften 2013 in Minsk wurde Danielle King gemeinsam mit Laura Trott und Elinor Barker erneut Weltmeisterin in der Mannschaftsverfolgung.
In den folgenden Jahren war King zunehmend im Straßenradsport aktiv. 2018 belegte sie in der Gesamtwertung der Tour de Yorkshire Rang zwei und bei der Women’s Tour Rang drei. Zum Ende der Saison erklärte sie ihren Rücktritt vom Leistungsradsport.

## Ehrungen
Dani King wurde mit der Aufnahme in die Hall of Fame des europäischen Radsportverbandes Union Européenne de Cyclisme geehrt.

## Persönliches
Im September 2017 heiratete Dani King den ehemaligen Radsportler Matthew Rowe und nahm den Namen ihres Ehemannes an.

## Erfolge

### Bahn
2011
- Weltmeisterin – Mannschaftsverfolgung (mit Wendy Houvenaghel und Laury Trott)
- Weltmeisterschaft – Scratch
- Europameisterin – Mannschaftsverfolgung (mit Joanna Rowsell-Shand und Laura Trott)
- U23-Europameisterin – Mannschaftsverfolgung (mit Katie Colclough und Laura Trott)
- U23-Europameisterschaft – Omnium

2012
- Olympiasiegerin – Mannschaftsverfolgung (mit Joanna Rowsell-Shand und Laura Trott)
- Weltmeisterin – Mannschaftsverfolgung (mit Joanna Rowsell-Shand und Laury Trott)

2013
- Weltmeisterin – Mannschaftsverfolgung (mit Elinor Barker und Laury Trott)
- Europameisterin – Mannschaftsverfolgung (mit Katie Archibald, Elinor Barker und Laura Trott)

2014
- Britische Meisterin – Mannschaftsverfolgung (mit Elinor Barker, Joanna Rowsell-Shand und Laura Trott)

### Straße
2008
- eine Etappe Omloop van Borsele (Juniorinnen)

2018
- Commonwealth Games – Straßenrennen

## Teams
- 2009 Vision 1 Racing
- 2013 Wiggle Honda
- 2014 Wiggle Honda
- 2015 Wiggle Honda
- 2016 Wiggle High5
- 2017 Cylance Cycling
- 2018 WaowDeals Pro Cycling